# Barraca del Pepet del Pla
La barraca del Pepet del Pla, o barraca G-04, és una barraca de vinya del municipi de Subirats (Alt Penedès), situada al Fondo de Mas Granada, de les muntanyes d'Ordal, a l'est de la casa de la Cua Llarga, prop del poble d'Ordal.
És una construcció aixecada en pedra seca, parcialment adossada a un marge, de planta rodona, de mides 3,70 x 3,90 m i una alçada total de 2,45 m. La construcció és de la tipologia de sostre de falsa cúpula. Té dos cocons i una fornícula. El portal, de llinda plana, està orientat al sud, té una alçada de 112 cm, una amplada de 43 cm i un gruix de 65 cm. Sobre la coberta hi ha plantats lliris. Es conserva en bon estat.